# U.S. Route 51
U.S. Route 51 (också kallad U.S. Highway 51 eller med förkortningen  US 51) är en amerikansk landsväg i USA som sträcker sig i nord-sydlig riktning. Den börjar i Hurley, Wisconsin vid U.S. Route 2 och slutar i Laplace, Louisiana vid U.S. Route 61. Den är 2 070 kilometer lång och numrerades 1926.